# Добропиља
Добропиља (укр. Добропілля) град је Украјини у Доњецкој области. Према процени из 2012. у граду је живело 31.514 становника.

## Становништво
Према процени, у граду је 2025. живело 22.000 становника.
| 1979.  | 1989.  | 2001.  | 2012.  |
| ------ | ------ | ------ | ------ |
| 32.587 | 40.064 | 35.638 | 31.514 |